# گورستان دستتجرد
قبرستان دستجرد مربوط به سده‌های میانه دوران‌های تاریخی پس از اسلام است و در شهرستان ورزقان، بخش خاروانا، دهستان دیزمار، چسبیده به ضلع جنوبی روستای دستجرد واقع شده و این اثر در تاریخ ۲۷ اسفند ۱۳۸۷ با شمارهٔ ثبت ۲۶۳۸۰ به‌عنوان یکی از آثار ملی ایران به ثبت رسیده است.